# Maria Pia van Savoye (1934)

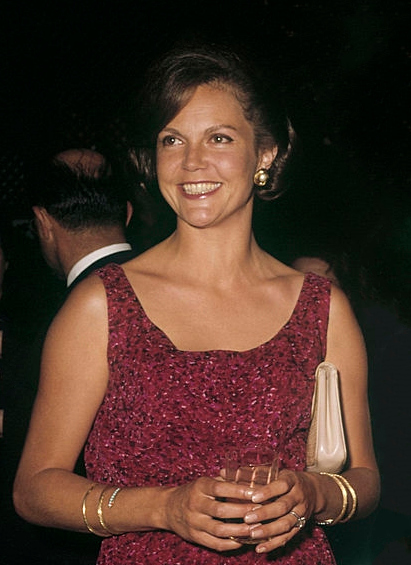
Maria Pia van Savoye in 1963

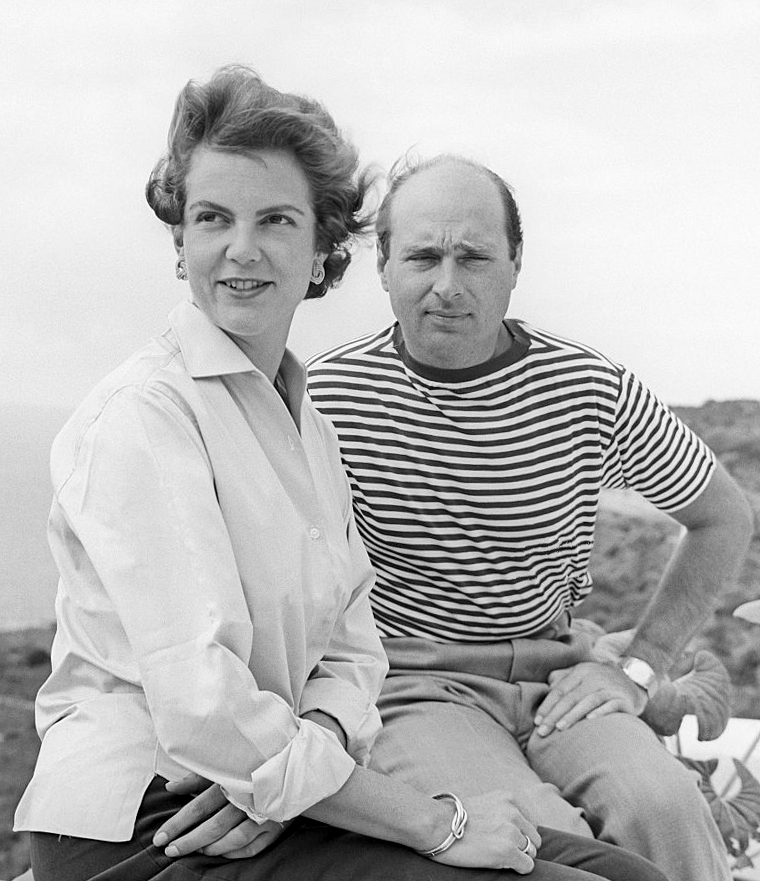
Maria Pia van Savoye met Alexander van Joegoslavië in 1958

Maria Pia (Napels, 24 september 1934), prinses van Savoye, is de dochter van ex-koning Umberto II van Italië en Marie José van België.
Zij werd geboren in Napels, in de Villa Rosebery. Tussen 1943 en 1945 verbleef zij met haar moeder in Zwitserland. Daar liepen zij en haar jongere zus Maria Gabrielle in 1945 tyfus op. De prinsessen herstelden maar hun kinderjuffrouw overleed aan de ziekte. In 1946, na de afschaffing van de monarchie in Italië, verhuisden de kinderen met hun moeder naar Zwitserland terwijl hun vader zich vestigde in Portugal.
Op 12 februari 1955 huwde zij te Cascais met prins Alexander van Joegoslavië (1924-2016), van wie zij in 1967 scheidde. Zij kregen vier kinderen, twee tweelingen:
- Dimitri (Boulogne-sur-Seine, 18 juni 1958)
- Michael (Boulogne-sur-Seine, 18 juni 1958)
- Sergius (Boulogne-sur-Seine, 12 maart 1963)
- Helena (Boulogne-sur-Seine, 12 maart 1963)

Op 16 mei 2003 hertrouwde zij te Manalapan in Florida met Michael van Bourbon-Parma, zoon van René van Bourbon-Parma en een kleinzoon van hertog Robert I van Parma en neef van Carlos Hugo van Bourbon-Parma. Op 7 juli 2018 eindigde dit huwelijk door het overlijden van Van Bourbon-Parma.